# 三関インターチェンジ
三関インターチェンジ（みつせきインターチェンジ）は、秋田県湯沢市にある東北中央自動車道（湯沢横手道路）のインターチェンジである。
当ICの構造は変形ダイヤモンド型となっている。

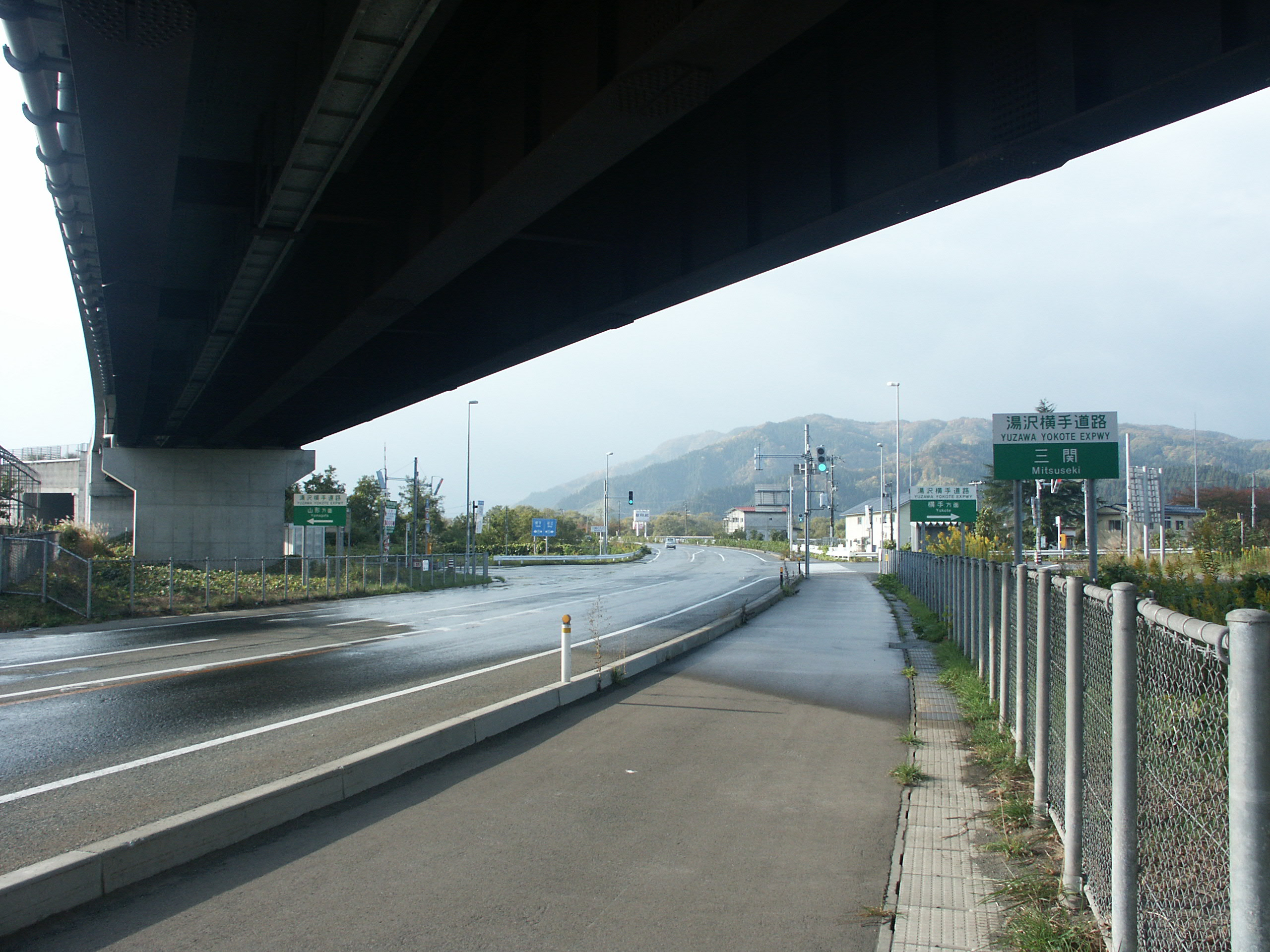
国道13号線との交差点付近

## 歴史
- 2004年（平成16年）7月28日 : 三関IC - 湯沢IC間開通に伴い、供用開始[2]。
- 2006年（平成18年）8月5日 : 須川IC - 三関IC間開通[2]。

## 周辺
- JR東日本奥羽本線・上湯沢駅
- 湯沢市立湯沢南中学校
- 国土交通省東北地方整備局 湯沢河川国道事務所

## 接続する道路
- 直接接続
  - 国道13号

## 隣
E13 東北中央自動車道（湯沢横手道路）
須川IC - 三関IC - 湯沢IC